# بوگدانیتسا
بوگدانیتسا (به صربی: Bogdanica) یک روستا در صربستان است که در Moravica District واقع شده‌است.
 بوگدانیتسا  ۳۱۲ نفر جمعیت دارد.